# Голям Ливан
Голям Ливан (на арабски: دولة لبنان الكبير Dawlat Lubnan Al-Kabir; на френски: État du Grand Liban), предшественик на съвременен Ливан, е създаден през 1920 година като част от френската схема за разделяне на френския мандат на Сирия и Ливан в шест държави.

## История
Френският Мандат за Сирия и Ливан е мандат, създаден от Обществото на народите, в края на Първата световна война. Когато Османската империя е официално разделена с Договора от Севър през 1920 г. е решено от Обществото на народите, че четири от нейните територии в Близкия изток трябва да бъдат временно управлявани от Обединеното кралство и Франция с мандати от името на Лигата. Британците получават Палестина и Ирак, докато французите получават мандат над Сирия, Ливан, от които е част.
На 1 септември 1920 година, генерал Журо провъзгласява създаването на държавата Голям Ливан с неговите сегашните граници и с Бейрут за своя столица. Новата територия има собствено знаме, представляващо сливане на френското знаме с ливанския кедър.